# ویپورویو
ویپوروِیو (به انگلیسی: Vaporwave) یک سبک موسیقی است که در دههٔ ۲۰۱۰ و با تأثیر گرفتن از سبک‌های موسیقی موسیقی رقص الکترونیک مانند سی‌پانک، امبینت، یا چیل‌ویو، و به‌طور گسترده‌تر از موسیقی رقص الکترونیک، ظهور کرد. اگرچه ابهام و تنوع زیادی در حالت‌های این سبک وجود دارد، ولی موسیقی ویپورویو غالباً به عنوان وسیله‌ای برای نقد کردن و به تمسخر گرفتن جامعهٔ مصرف‌گرا، فرهنگ یاپی دههٔ ۱۹۸۰، و موسیقی نیو ایج در نظر گرفته می‌شود، درحالی که از لحاظ صوت‌شناسی و زیبایی‌شناختی، شیدایی ناب و کمیابی را به واسطهٔ آثار خاطره‌انگیزش به نمایش می‌گذارد.